# Jamaica i olympiska sommarspelen 1996
Jamaica deltog i de olympiska sommarspelen 1996 med en trupp bestående av 46 deltagare, som tillsammans tog sex medaljer.

## Bordtennis
Herrsingel
- Michael Hyatt
- Stephen Hylton

Herrdubbel
- Michael Hyatt och Stephen Hylton

## Boxning
Fjädervikt
- Tyson Gray
  - Första omgången — Förlorade mot Pablo Chacón (Argentina), 5-6

Lätt mellanvikt
- Sean Black
  - Första omgången — Förlorade mot Jorn Johnson (Norge), 7-13

Mellanvikt
- Rowan Donaldson
  - Första omgången — Förlorade mot Alexander Lebziak (Ryssland), 4-20

## Friidrott
Herrarnas 100 meter
- Michael Green
- Ray Stewart
- Leon Gordon

Herrarnas 200 meter
- Percy Spencer
- Elston Cawley

Herrarnas 400 meter
- Roxbert Martin
- Davian Clarke
- Michael McDonald

Herrarnas 800 meter
- Alex Morgan
- Clive Terrelonge

Herrarnas 4 x 400 meter stafett
- Michael McDonald, Dennis Blake, Roxbert Martin, Gregory Haughton och Davian Clarke
  - Heat — 3:02,81
  - Semifinal — 2:58,42
  - Final — 2:59,42 (→  Brons)

Herrarnas 400 meter häck
- Neil Gardner
  - Heat — 48,59s
  - Semifinal — 48,30s (→ gick inte vidare)

- Dinsdale Morgan
  - Heat — 49,16s (→ gick inte vidare)

- Winthrop Graham
  - Heat — fullföljde inte (→ gick inte vidare)

Herrarnas maraton
- Antonio Nils — 2:44,10 (→ 104:e plats)

Damernas 4 x 400 meter stafett
- Merlene Frazer, Sandie Richards, Juliet Campbell och Deon Hemmings
  - Kval — 3:25,33
  - Final — 3:21.69 (→ 4:e plats)

Damernas 400 meter häck
- Deon Hemmings
  - Kval — 54,70
  - Semifinal — 52,99
  - Final — 52,82 (→  Guld)

- Debbie Parris
  - Kval — 55.64
  - Semifinal — 54.72
  - Final — 53,97 (→ 4:e plats)

- Catherine Scott-Pomales
  - Kval — 56,21 (→ gick inte vidare)

Damernas längdhopp
- Diane Guthrie-Gresham
  - Kval — 6,27m (→ gick inte vidare)

- Lacena Golding
  - Kval — NM (→ gick inte vidare)

- Dionne Rose
  - Kval — DNS (→ gick inte vidare)

Damernas tresteg
- Suzette Lee
  - Kval — 13,65m (→ gick inte vidare)

Damernas sjukamp
- Diane Guthrie-Gresham
  - Final — 6087 poäng (→ 16:e plats)

## Segling
Herrarnas 470
- Andrew Gooding
- Joseph Stockhausen

## Simning
Huvudartikel: Simning vid olympiska sommarspelen 1996
- Sion Brinn